# Vesleknausen
Der Vesleknausen (norwegisch für Kleiner Felsen) ist ein 110 m hoher Felsvorsprung an der Prinz-Harald-Küste des ostantarktischen Königin-Maud-Lands. Am südöstlichen Ufer der Lützow-Holm-Bucht ragt er 5 km südwestlich der Rundvågshetta auf.
Norwegische Kartographen, die ihn auch benannten, kartierten ihn anhand von Luftaufnahmen der Lars-Christensen-Expedition 1936/37.